# Funastrum
Funastrum es un género de fanerógamas de la familia Apocynaceae. Contiene unas 16 especies. Es originario de América.

## Distribución y hábitat
Se distribuye por América del Norte en México, en los Estados Unidos en Florida, Carolina del Sur, Texas, Utah, por el Caribe en: Bahamas, Cuba, Haití, República Dominicana, Jamaica, Trinidad, por América Central en: Belice, Costa Rica, El Salvador, Guatemala, Honduras, Nicaragua, Panamá y por América del Sur en: Argentina, Bolivia, Brasil, Colombia, Ecuador, Guyana, Paraguay, Perú, Surinam y Venezuela. Se encuentra en las zonas áridas y semiáridas, en llanuras, pampas y laderas pedregosas en alturas de 1.500 metros.

## Descripción
Son enredaderas herbáceas, con el látex de color blanco, con  olor de ajo, con rizomas frecuentemente. Las hojas persistentes o caducas en (F. clausum (Jacq.) Schult.), hojas  herbáceas, a menudo suaves de 2-9 cm de largo y 0.5-5 cm de ancho, ovadas, lineales, elípticas, triangulares, basalmente cordadas, truncadas o cuneadas, con el ápice agudo o acuminado, tanto adaxial como abaxialmente glabras o pubescentes.
Las inflorescencias tan cortas o largas como las hojas adyacentes o más largas que las hojas adyacentes en (F. clausum (Kunth) Schltr.,), con 6-18 flores, con brácteas florales diminutas, lineales, lanceoladas u ovaladas. Tiene un número de cromosomas de: 2n= 20 (F. clausum (Jacq.) Schult.), o 40 (F. angustifolium (Pers.) Liede & Meve), o 44 (F. crispum (Benth.) Schltr.). 

## Taxonomía
El género fue descrito por Eugène Pierre Nicolas Fournier y publicado en Annales des Sciences Naturelles; Botanique, sér. 6, 14: 388. 1882.

## Especies
- Funastrum angustissimum
- Funastrum apiculatum
- Funastrum arenarium (Dcne. ex Benth.) Liede
- Funastrum bilobum Hook. et Arn.
- Funastrum clausum (Jacq.) Schult.
- Funastrum crispum (Benth.) Schltr.
- Funastrum cynanchoides Schltr.
- Funastrum elegans Decne.
- Funastrum glaucum (Kunth) Schltr.
- Funastrum heterophyllum (Engelm. ex Torr.) Standl.
- Funastrum hirtellum (A.Gray) Schltr.
- Funastrum lineare (Dcne.) J.F.Macbr.
- Funastrum odoratum (Hemsl.) Schltr.
- Funastrum pannosum Schltr.
- Funastrum torreyi (A.Gray) Schltr.
- Funastrum utahense (Engelm.) Woodson